# Zachary Cole Smith
Zachary Cole Smith (Nueva York, 7 de noviembre de 1984) es un músico, modelo y director de vídeos musicales estadounidense, reconocido por ser el líder de la agrupación DIIV. Inició su carrera en bandas como Soft Black, Darwin Deez y Beach Fossils después de trasladarse nuevamente a la ciudad de Nueva York a finales de la década del 2000. Smith lanzó su álbum debut de estudio con DIIV, Oshin, en 2012. La producción combinaba elementos del post-punk y el shoegaze. Ha dirigido vídeos musicales para DIIV y para la cantante Sky Ferreira. El segundo álbum de DIIV, Is the Is Are, fue publicado el 5 de febrero de 2016. Además de su desempeño en la industria de la música, Smith ha sido modelo de la marca Yves Saint Laurent en varias ocasiones. 
Smith tuvo una relación sentimental con la modelo y cantante Sky Ferreira. El 14 de septiembre de 2013, ambos fueron arrestados por cargo de posesión de drogas en Saugerties, Nueva York. A Smith le fueron imputados cargos de posesión de drogas, posesión de propiedad robada y conducción de vehículo sin licencia. Se le ordenó asistir a un programa de rehabilitación de 11 días en enero de 2014.

## Discografía
Con DIIV
- Oshin (2012)
- Is the Is Are (2016)
- Deceiver (2019)
- Frog in Boiling Water (2024)